# Nordkoreansk won
Nordkoreansk won (koreanska: 원, wŏn; symbol: ₩n) är den valuta som används i Nordkorea i Asien. Valutakoden är KPW. 1 Won = 100 chŏn.
Valutan infördes 1947 och ersatte den tidigare koreanska yenen. Valutan är avsedd för användning av nordkoreaner. Särskilda sedlar med andra färger trycktes förr för utländska besökare. Under en tid trycktes även olika färger för besökare från socialistiska respektive kapitalistiska länder. På senare tid har denna tradition övergetts och utländska besökare betalar istället med hårdvaluta såsom euro.
Valutan hade fram till 2001 en ensidigt bestämd fast växelkurs till 0,45 US dollar (USD), dvs 1 KPW = 0,45 USD och 1 USD = 2,20 KPW. Kursen i Nordkorea var i augusti 2007 cirka 180 won per euro. På den svarta marknaden utmed gränsen mot Kina handlas däremot regelmässigt KPW mot dollar till en kurs som är lägre än den officiella och även inom landet föredras utländska valutor som framförallt Euro, US Dollar, kinesiska Yuan och japanska Yen. 
Valutan omvärderades i november 2009. Nordkoreaner fick under sju dagar växla 1000-won-sedlar mot nya 10-won-sedlar. En gräns på 100 000 won var först satt, men efter protester höjdes denna gräns till 150 000 kontant och 300 000 i bankbesparingar. Ekonomiska tillgångar som överstiger dessa belopp blev värdelösa. Avsikten ska vara att försvaga fri marknad och stärka landet socialistiska system. Enligt senare rapporter ska regeringen ha backat från vissa av sina restriktioner efter omfattande protester.

## Användning
Valutan ges ut av Central Bank of the Democratic People's Republic of Korea - CBPRoK som grundades den 6 december 1946 och har huvudkontoret i Pyongyang; dock finns ingen internetsida.

## Valörer
(Avser före 2009)
- Mynt: 1, 10, 50 och 100 Won
- Underenhet: 1, 5, 10 och 50 chŏn
- Sedlar: 1, 5, 10, 50, 100, 200, 500, 1000 och 5000 KPW